# Salvatore Messina
Salvatore Messina (Prizzi, 2 aprile 1882 – 1950) è stato un magistrato e giurista italiano.

## Biografia
Fratello di Maria Messina e padre di Annie, praticò la professione di magistrato, che lo portò a diventare presidente di sezione della Corte di cassazione. Visse e lavorò un ventennio in Egitto dove fu console italiano ad Alessandria d'Egitto.
Fu inoltre professore all'Accademia di diritto internazionale dell'Aia.

## Opere
- Il regime delle prove nel nuovo Codice di procedura civile, Milano 1914.
- La jurisdiction administrative des Tribunaux mixtes, Alessandria 1923.
- Traité de droit civil égyptien mixte, Alessandria 1927.
- Les Tribunaux mixtes et les rapports interjurisdictionnels en Égypte, Parigi 1933.
- Le plagiat littéraire et artistique, Parigi 1936.